# Cappella di Sant'Antonio Abate (Las Palmas de Gran Canaria)

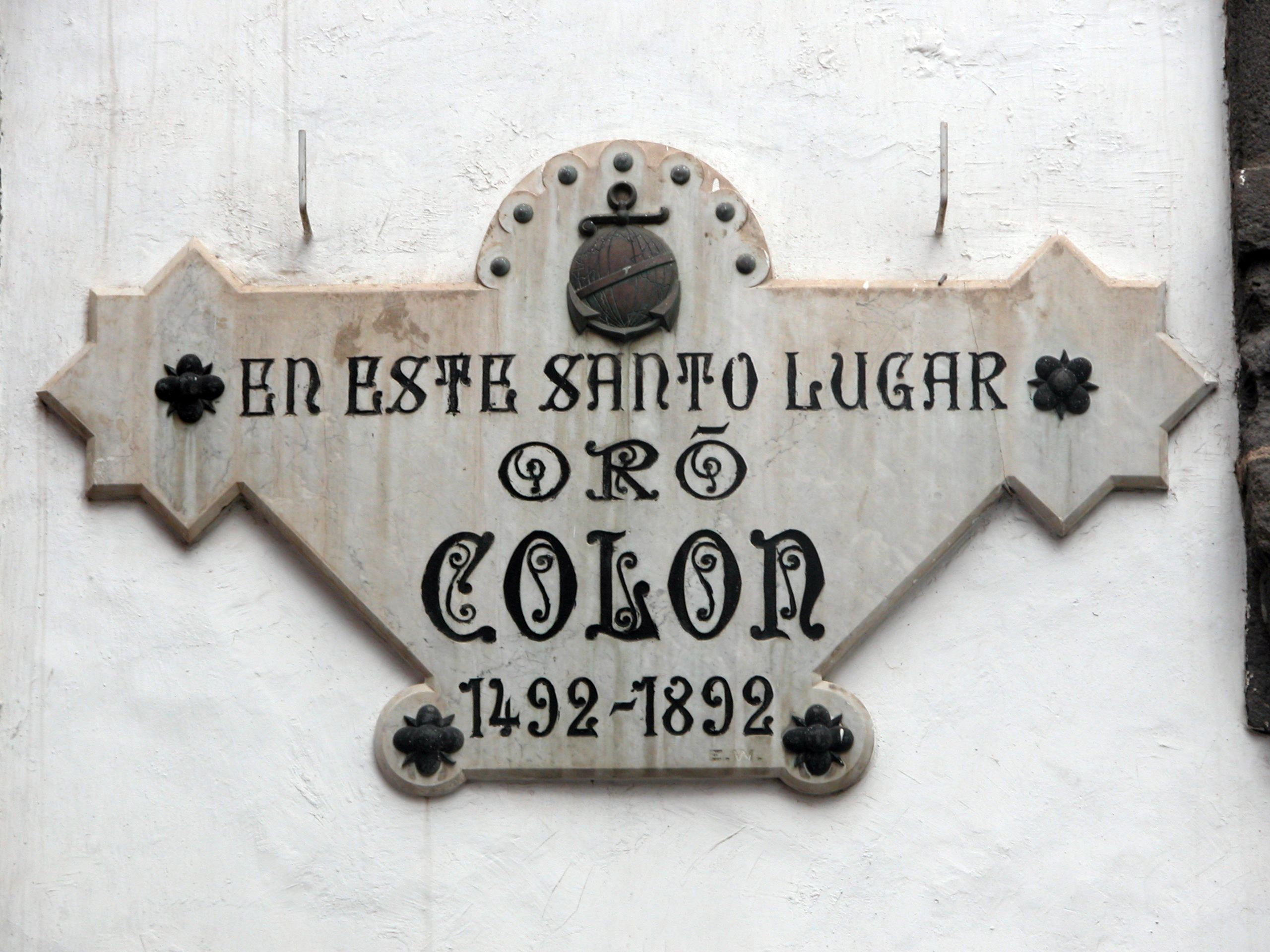
Placca commemorativa nella chiesa del passaggio di Cristoforo Colombo, orante nella cappella: "In questo sacro luogo pregò Cristoforo Colombo"; ivi posta quattro secoli dopo

La Cappella (Ermita) di Sant'Antonio Abate e l'omonima piazza si trovano nel quartiere (barrio) di Vegueta, 1º distretto della città di Las Palmas de Gran Canaria, nelle Isole Canarie alla confluenza delle vie Armas, Colón, Pedro de Algaba, Audiencia y Montesdeoca.

## Storia
La attuale cappella di Sant'Antonio Abate è un edificio del 1757. Occupa lo spazio di una cappella costruita nel "Real de Las Palmas", accampamento eretto da Juan Rejón nel 1478 per la conquista dell'isola, costituendo quella che sarà la prima chiesa della città. Tradizionalmente viene posta in relazione con il passaggio di Cristoforo Colombo dall'isola nel 1492.
Attualmente la cappella fa parte del complesso espositivo del Centro Atlantico di Arte Moderna (CAAM).

## Struttura
L'immobile si sviluppa secondo una pianta rettangolare nella quale si definiscono i suoi spazi funzionali, sede, presbiterio, etc. mediante un asse trasversale che dà origine a una simmetria e terminata da un tetto di tegole a due spioventi. 
La facciata principale, come la pianta, presenta una simmetria, nella quale si apre il portale principale di accesso, in forma ad arco piano rettangolare nello stesso asse che definisce gli altri elementi costruttivi, fino a raggiungere il campanile a vela barocco che sovrasta la facciata e costruito in pietra grigia.
All'interno, che alla data si trova piuttosto deteriorato, si definisce il piano verticale principale con una pala barocca che nella sua simmetria presenta tre architravi collegati da archi a tutto sesto.
Ai lati si trovano due altari fronteggiantisi, conformi alla simmetria definita dalla pianta dell'edificio, così come nella zona posteriore alla posizione del coro.
Conviene sottolineare la presenza del pulpito, ubicato a un lato della navata centrale e aggettante, considerando che fu realizzato dopo la costruzione della chiesa a causa delle caratteristiche costruttive che la sua erezione presenta.
La carpenteria dell'edificio è in legno pregiato, il cui decoro importante si osserva nelle scolpiture.
La chiesa è stata dichiarata dal governo delle Canarie nel maggio 2007 bene d'interesse culturale.